# Aloe deltoideodonta

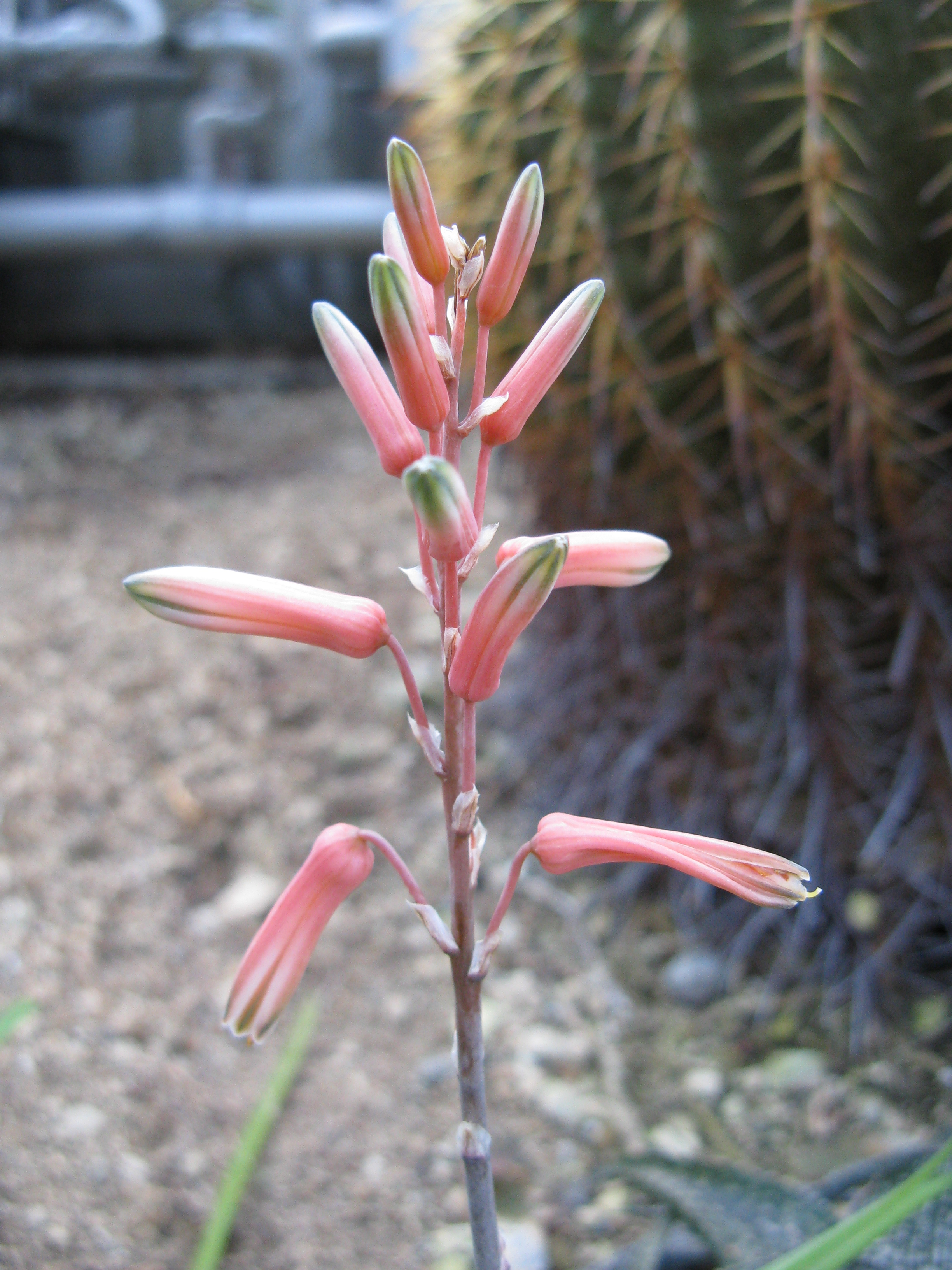
Blüten

Aloe deltoideodonta ist eine Pflanzenart der Gattung der Aloen in der Unterfamilie der Affodillgewächse (Asphodeloideae). Das Artepitheton deltoideodonta leitet sich von den griechischen Worten deltoides für ‚deltaförmig‘ sowie odontos für ‚Zahn‘ ab und verweist auf die Form der Randzähne.

## Beschreibung

### Vegetative Merkmale
Aloe deltoideodonta wächst stammlos oder sehr kurz stammbildend, ist einzeln oder bildet kleine Klumpen. Die 12 bis 16 aufrecht-ausgebreiteten, lanzettlichdeltoiden Laubblätter bilden eine dichte Rosette. Die gräulich grüne, undeutlich linierte Blattspreite ist 10 bis 13 Zentimeter lang und 2,5 bis 3 Zentimeter breit. Die gelblichen Zähne am schmalen, gelblichen, knorpeligen Blattrand sind 2 Millimeter lang und stehen 3 bis 5 Millimeter voneinander entfernt.

### Blütenstände und Blüten
Der Blütenstand ist einfach oder weist ein bis zwei Zweige auf. Er erreicht eine Länge von 40 bis 60 Zentimeter. Die ziemlich dichten, schmal zylindrischen und lang zugespitzten Trauben sind 15 bis 20 Zentimeter lang. Die lanzettlich-deltoiden, weißen Brakteen weisen eine Länge von etwa 10 Millimeter auf. Die roten Blüten stehen an 10 bis 12 Millimeter langen Blütenstielen. Die Blüten sind etwa 25 Millimeter lang und an ihrer Basis verschmälert. Ihre Perigonblätter sind auf einer Länge von 10 Millimetern nicht miteinander verwachsen. Die Staubblätter und der Griffel ragen kaum aus der Blüte heraus.

## Systematik und Verbreitung
Aloe deltoideodonta ist auf Madagaskar verbreitet.
Die Erstbeschreibung durch John Gilbert Baker wurde 1883 veröffentlicht. Es werden folgende Unterarten unterschieden:
- Aloe deltoideodonta subsp. deltoideodonta
- Aloe deltoideodonta subsp. amboahangyensis Rebmann
- Aloe deltoideodonta subsp. brevifolia (H.Perrier) Rebmann
- Aloe deltoideodonta subsp. candicans (H.Perrier) Rebmann
- Aloe deltoideodonta subsp. esomonyensis Rebmann
- Aloe deltoideodonta subsp. fallax (J.-B.Castillon) Rebmann

Aloe deltoideodonta subsp. deltoideodonta

Ein Synonym ist Aloe deltoideodonta var. typica H.Perrier (1926, nom. inval. ICBN-Artikel 24.3). Der Typusfundort ist nicht bekannt.
Aloe deltoideodonta subsp. amboahangyensis

Aloe deltoideodonta subsp. amboahangyensis unterscheidet sich von Aloe deltoideodonta subsp. deltoideodonta durch die offenen bis zurückgebogenen Blätter, kürzerer Brakteen, längere Blütenstiele und kürzere Blüten.
Die Unterart ist in der Provinz Toliara bei Ambohimanga auf Granit in einer Höhe von 320 Metern verbreitet. Die Erstbeschreibung durch Norbert Rebmann wurde 2009 veröffentlicht.
Aloe deltoideodonta subsp. brevifolia

Die Unterschiede zur Aloe deltoideodonta subsp. deltoideodonta sind: Die Laubblätter sind 10 Zentimeter lang und 5 Zentimeter breit. Der Blütenstand wird 30 Zentimeter hoch und die Blüten sind 22 Millimeter lang.
Die Unterart ist auf bloßgelegten Sandsteinfelsen in Höhen von etwa 1000 Metern verbreitet. Die Erstbeschreibung als Aloe deltoideodonta var. brevifolia durch Henri Perrier de La Bâthie wurde 1926 veröffentlicht. Norbert Rebmann erhob die Varietät 2009 in den Rang einer Unterart.
Aloe deltoideodonta subsp. candicans

Die Unterschiede zur Aloe deltoideodonta subsp. deltoideodonta sind: Die Laubblätter sind 15 bis 20 Zentimeter lang und 5 bis 6 Zentimeter breit. Die zylindrisch-konischen Trauben sind 10 bis 20 Zentimeter lang. Die eiförmig-spitzen, sehr weißen Brakteen weisen eine Länge von etwa 15 Millimeter auf und sind 7 bis 8 Millimeter breit. Die Chromosomenzahl beträgt {\displaystyle 2n=14}.
Die Unterart ist in der Provinz Fianarantsoa auf Granitvorkommen und Felsbuckeln in Höhen von 660 bis 800 Metern verbreitet. Die Erstbeschreibung als Aloe deltoideodonta var. candicans durch Henri Perrier de La Bâthie wurde 1926 veröffentlicht. Norbert Rebmann erhob die Varietät 2009 in den Rang einer Unterart.
Aloe deltoideodonta subsp. esomonyensis

Die Unterart ist in der Provinz Toliara am Fuß der Andohahelaberge bei Esomony in einer Höhe von 450 Metern verbreitet. Die Erstbeschreibung durch Norbert Rebmann wurde 2009 veröffentlicht.
Aloe deltoideodonta subsp. fallax

Aloe deltoideodonta subsp. fallax unterscheidet sich von Aloe deltoideodonta subsp. deltoideodonta durch die deutlich linierten Blätter, die während der Trockenzeit rötlich werden.
Die Unterart ist mit Sicherheit nur vom Typusfundort südwestlich von Ambalavao bekannt. Die Erstbeschreibung als Aloe deltoideodonta var. fallax durch Jean-Bernard Castillon wurde 2006 veröffentlicht. Norbert Rebmann erhob die Varietät 2009 in den Rang einer Unterart. Diese Umkombination ist jedoch nach den Regeln des Internationalen Codes der Botanischen Nomenklatur ungültig, da er keinen direkten Verweis auf das Basionym angab.

## Nachweise